# 索馬利蘭播棋
索馬利蘭播棋（Layli Goobalay），是流傳於索馬利蘭的兩人棋類，是種播棋類。

## 棋具
- 長方形棋盤，分兩列，各列六個棋洞，每方擁有一列。

- 初始佈置時，每棋洞各有四顆棋子。

## 規則
- 為有利解釋，需定義以下現象：
  - 黑棋洞（Uur）：指只能放棋子進去而不能取出的棋洞。

- 行棋如同一般的播棋。雙方輪流從己方任一有棋子的棋洞取出所有棋子，但不能是黑棋洞，以逆時針方向分配到其他的洞中，一洞分配一顆，直到分配完。最後分配的一顆棋子若沒落在原本無棋子的洞或黑棋洞，需再從該洞再進行分配動作。當最後分配的一顆棋子落在己方原本無棋子的洞裡時，並且對方正對面洞剛好有棋子時，會有兩種可能發生：
  - 對方正對面洞有三顆棋子：把這兩個同排的洞標示為己方的黑棋洞，已落在或之後落於這兩棋洞的棋子在遊戲結束後都作為己方的計分。
  - 對方正對面洞為三顆棋子以外：把這兩個同排的全部棋子取走，作為計分。

- 玩家無法行棋時，盤上非黑棋洞的其餘棋子歸於對手，遊戲結束。

- 當一方獲得超過總棋子數量一半時得勝[1]。

## 外部連結
- 遊戲下載